# Saya no Uta
Saya no Uta (沙耶の唄 lit. La canción de Saya?) es una novela visual japonesa de horror y con elementos para adultos desarrollada por Nitroplus en 2003. El argumento original fue escrito por Gen Urobuchi.
Fue publicado un cómic de tres números por la editorial estadounidense IDW Publishing entre febrero y abril de 2011 en base al argumento de Saya no Uta, llamado Song of Saya. El 24 de febrero de 2009, un grupo de fanes lanzó un parche con la traducción al inglés. El parche requería una copia del juego original y traducía el juego por completo. Esto permitió a los aficionados de habla inglesa que no entendían japonés disfrutar de la historia. Este parche fue retirado de la red cuando JAST EE. UU. compró sus derechos. En julio de 2011, JAST EE. UU. anunció que Saya no Uta se lanzaría oficialmente en inglés.
La historia tiene ciertos elementos que posiblemente tengan influencia en varias de terror con aliens: shub niggurath(posible forma de Saya y el origen de la misma, como encarnando ciclos de reproducción), The Thing,1982, influencia en las habilidades de Saya, y Phantasm(1979), la historia de como Saya tiene otros semejantes en otros planetas y universos, y They Live(1988), porque como Fuminori, las personas ven a los aliens como personas. Además, también podría decirse que posee elementos lovecraftnianos, por ejemplo, Fuminori cuando ve a las personas en forma de monstruos estos se parecen mucho a las versiones lovecrafnianas, con tentáculos, apéndices retorcidos y purulientos al igual ojos grandes. También, un personaje científico de la historia, posee una personalidad parecida a Charles Ward en que se dedica mucho a ciencias ocultas y a hacer contacto con lo desconocido.
Los personajes de Saya no Uta también hacen un crossover en Nitro Royale: Heroines Duel(2007) y Nitroplus Blasters: Heroines Infinite Duel (2015)

## Argumento
El protagonista de esta historia es Fuminori Sakisaka, un joven estudiante de medicina, cuya vida cambia drásticamente cuando sufre un accidente de tráfico en el cual sus padres mueren y él queda gravemente herido. Fuminori es sometido a una cirugía cerebral experimental para salvar su vida, pero la cirugía tiene como efecto secundario inesperado una especie de agnosia. Desde el momento en que despierta en el hospital, comienza a percibir el mundo como una pesadilla infernal: calles, edificios, objetos, como también las mismas personas que en el pasado le eran totalmente familiares, ahora poseen grotescas formas, semejantes a órganos gigantes, los cuales segregan todo tipo de fluidos absolutamente repugnantes a sus cinco sentidos. 
Al percatarse en la situación en que se encuentra, Fuminori contempla la idea de suicidarse, hasta que conoce en el hospital a una chica, con un aspecto humano que contrasta con todo el nauseabundo mundo que había tenido que soportar hasta el momento. Ella se presenta como Saya. Desde aquel momento, Saya se convierte en su única razón de vivir, desconociendo el secreto que envuelve a esta joven con aparente belleza. Fuminori comenzará a debatirse entre el amor que siente por Saya, el mundo que perciben sus sentidos y lo que es el mundo real.
Argumento completo (spoilers)
Debido a sus circunstancias, ambos se vuelven muy cercanos y se mudan juntos, se convierten en amantes y dependen increíblemente el uno del otro. La fría actitud de Fuminori hacia sus amigos (a quienes ve como monstruos horribles) comienza a preocuparlos. Después de que Yoh, quien gusta de Fuminori, intenta confesarle sus sentimientos, su amiga Omi va a confrontar a Fuminori y pronto se convierte en comida para Saya. Con este incidente, Fuminori, sin saberlo, come carne humana, encontrandola deliciosa, debido a sus sentidos mezclados. Mientras Koji investiga el extraño comportamiento de Fuminori, Saya visita al vecino de Fuminori, Yosuke, y cambia sus sentidos al igual que como los tiene Fuminori, como un experimento. Yosuke se vuelve loco, mata a su familia e intenta matar a Saya antes de ser matado por Fuminori.
De aquí en adelante, Saya ofrece recuperarle sus sentidos a Fuminori. Si Fuminori acepta, su percepción mezclada desaparece, pero Saya lo deja, ya que ella no quiere que él la vea en su forma real. Fuminori es arrestado y confinado a un hospital mental. Saya va a buscar a su "padre" perdido, el profesor Ogai, mientras Fuminori jura que esperará por siempre su regreso.
Si Fuminori rechaza la oferta de Saya, aprenderá que ha matado a su vecino y que ha comido carne humana. Fuminori decide ocuparse de las sospechas de Koji, llevándolo a la cabaña en la montaña de Ogai, intentando matarlo y empujándolo a un pozo. Saya intenta matar a Yoh antes de mutarla en un ser similar a Saya, como parte de un plan para darle a Fuminori una "familia". Esto pone a Yoh en una tortura de horas llena de dolor y es reducida a una esclava sexual para satisfacer los deseos de Fuminori y Saya.
El cirujano de Fuminori, el Dr. Ryoko Tanbo, salva a Koji del pozo, sabiendo de las acciones de Saya y ya investigando a Ogai. Los dos descubren una cámara secreta en el pozo y encuentran el cuerpo de Ogai, al igual que la investigación de Saya sobre su especie. Koji va a la casa de Fuminori y descubre a Omi y la carne de la familia de Suzumi en su refrigerador. A partir de aquí, Koji puede, o llamar a Ryoko o a Fuminori. Si Koji llama a Fuminori los dos se confrontan en un santuario abandonado. Koji intenta matar a Fuminori pero en lugar de eso se encuentra a Yoh, que ruega por que la maten para terminar con su dolor. Koji, que se vuelve loco por su monstruosa apariencia, le dispara y la golpea hasta matarla con un tubo de acero antes de entrar en batalla con Fuminori. Él es más fuerte que Fuminori pero es asesinado por Saya antes de que pueda dar el golpe final. Saya colapsa y revela que está embarazada. Libera esporas como su último regalo para Fuminori quien con mucha alegría mira como las esporas van hacia los humanos, cambiándolos en seres como Saya. Ryoko, que se oculta en la cabaña, termina de transcribir su investigación y aprende todo lo que puede sobre Saya y su raza, antes de resignarse a su fatal destino de mutación, por las esporas.
Si Koji llama a Ryoko, los dos confrontan a Fuminori. Durante la batalla, Koji igual mata a Yoh, pero antes de que Saya pueda matarlo a él, Ryoko llega y le da a Koji nitrógeno líquido que arroja a Saya, congelándola. A pesar de estar mortalmente herido por Fuminori, Ryoko logra dispararle a Saya y el hielo explota. Fuminori se suicida con Saya muriendo a su lado. Koji queda como el único sobreviviente de la historia, sin poder vivir como antes ahora que sabe la "verdad" del mundo; lo persiguen pesadillas y el pensamiento de que más seres como Saya existen. Compra una sola bala para su revólver con la esperanza de que, cuando ya no pueda cargar lo que sabe, pueda suicidarse y encontrar salvación en la muerte.

## Personajes
Fuminori Sakisaka (匂坂 郁紀?)
Seiyū: Hikaru Midorikawa
Es el personaje principal. Debido al accidente que sufrió y a su posterior intervención quirúrgica, su personalidad ha sido alterada de tal manera que se le puede considerar un antihéroe. Hasta cierto sentido es consciente de que él es el problema y no todo lo que lo rodea. Para él, Saya es su única salvación.
Saya (沙耶?)
Seiyū: Naoko Takano
Es la protagonista del juego. Saya es la única persona que Fuminori percibe como "normal". Tiene la apariencia de una joven de tez pálida y como le confiesa a Fuminori, ella está sola en el mundo.
Kouji Tonō (戸尾 耕司?)
Seiyū: Yasunori Matsumoto
Kouji era el mejor amigo de Fuminori. Tras el accidente, apenado de ver el cambio de su amigo, trata de ayudarlo en todo lo posible.
Oumi Takahata (高畠 青海?)
Seiyū: Hyo-sei
Oumi es la novia de Kouji y la mejor amiga de Yoh. 
Yoh Tsukuba (津久葉 瑶?)
Seiyū: Mio Yasuda
Yoh es la mejor amiga de Oumi. Antes del accidente, confesó sus sentimientos a Fuminori, quien, después de haber pedido tiempo para pensar en ello, no pudo responder a causa de su accidente. Desde entonces, tras el cambio de Fuminori, se siente incómoda, sin saber cómo comportarse frente a la actitud fría de Fuminori.
Ryouko Tanbo (丹保 凉子?)
Seiyū: Mitsuki Saiga
Es la doctora encargada de la recuperación de Fuminori.